# Bruno Guimarães
Bruno Guimarães Rodriguez Moura (Rio de Janeiro, 1997. november 16. –), ismertebb nevén Bruno Guimarães brazil válogatott labdarúgó, a Newcastle United játékosa.

## Sikerei, díjai

### Klub
- Athletico Paranaense
  - Copa Sudamericana győztes: 2018
  - Campeonato Paranaense bajnok: 2018
  - Brazil labdarúgókupa győztes: 2019
  - J.League Cup / Copa Sudamericana Championship: 2019

### Válogatott
- Brazília U23
  - Olimpiai játékok: 2020

### Egyéni
- Brazil labdarúgó-bajnokság első osztály, év csapata: 2019[2]

## Külső hivatkozások
- Bruno Guimarães adatlapja a Transfermarkt oldalon (angolul)
- Bruno Guimarães adatlapja a Soccerway oldalon (angolul)